# Runaway (Csepregi Éva-dal)
A Runaway című dal egy 1989-ben megjelent angol nyelvű dal Csepregi Éva előadásában, mely az azonos címet viselő 1988-ban Dél-Koreában is megjelent stúdióalbumról kimásolt kislemez.

## Megjelenések
7"  Németország WEA – 246.894
- A	Runaway	3:27
- B	Two Time Love	3:25

## Külső hivatkozások
- A dal videóklipje[4]
- Az album az iTunes oldalán[5]